# Briton Rivière
Briton Rivière (Londra, 14 aprile 1840 – Londra, 20 aprile 1920) è stato un pittore britannico celebre per i suoi dipinti di animali.

## Biografia
Briton Rivière nacque a Londra nel 1840. Apparteneva a una famiglia di origini francesi, di religione ugonotta. Suo padre William (1806–1876) fu per un certo periodo insegnante di disegno al Cheltenham College e poi insegnante d'arte all'università di Oxford. Lo zio paterno Henry Parsons Rivière (1811–1888) era un acquerellista divenuto membro della Royal Academy e la Birmingham Society of Artists.
Si formò alle Università di Cheltenham e Oxford, laureandosi nel 1867.
Le prime opere di Briton Rivière vennero mostrate alla British Institution; nel 1857 esibì tre suoi lavori alla Royal Academy, ma dovette aspettare il 1863 prima di esibire con regolarità le sue creazioni. In quell'anno era rappresentato dalla tela The eve of the Spanish Armada, mentre l'anno seguente da un dipinto dedicato a Romeo e Giulietta. Già intorno al 1865, Briton Rivière si focalizzò sui dipinti di animali, un soggetto che caratterizzò quasi tutto il resto della sua produzione. Agli inizi della sua carriera, lavorò anche come illustratore per la rivista Punch e poi altri.
Divenne socio della Royal Academy of Arts nel 1878 e accademico reale nel 1881. Guadagnò la laurea in dottore in diritto civile nel 1891. Nel 1896 si candidò alle elezioni per diventare presidente dell'istituzione, ma venne sconfitto per pochi voti.
Apice della sua ricerca, l'opera a olio su tela La Tentazione di Gesù nel Deserto.
Rivière morì a Londra nel 1920.

## Stile e tecnica
In un'intervista del 1897 apparsa su Chums Boys Annual, il pittore riporta le seguenti parole:

## Vita privata
Nel 1867 sposò Mary Alice Dobell (1844–1931) anche lei pittrice. Il loro figlio Hugh Goldwin (1869-1956) divenne ritrattista.

## Galleria d'immagini

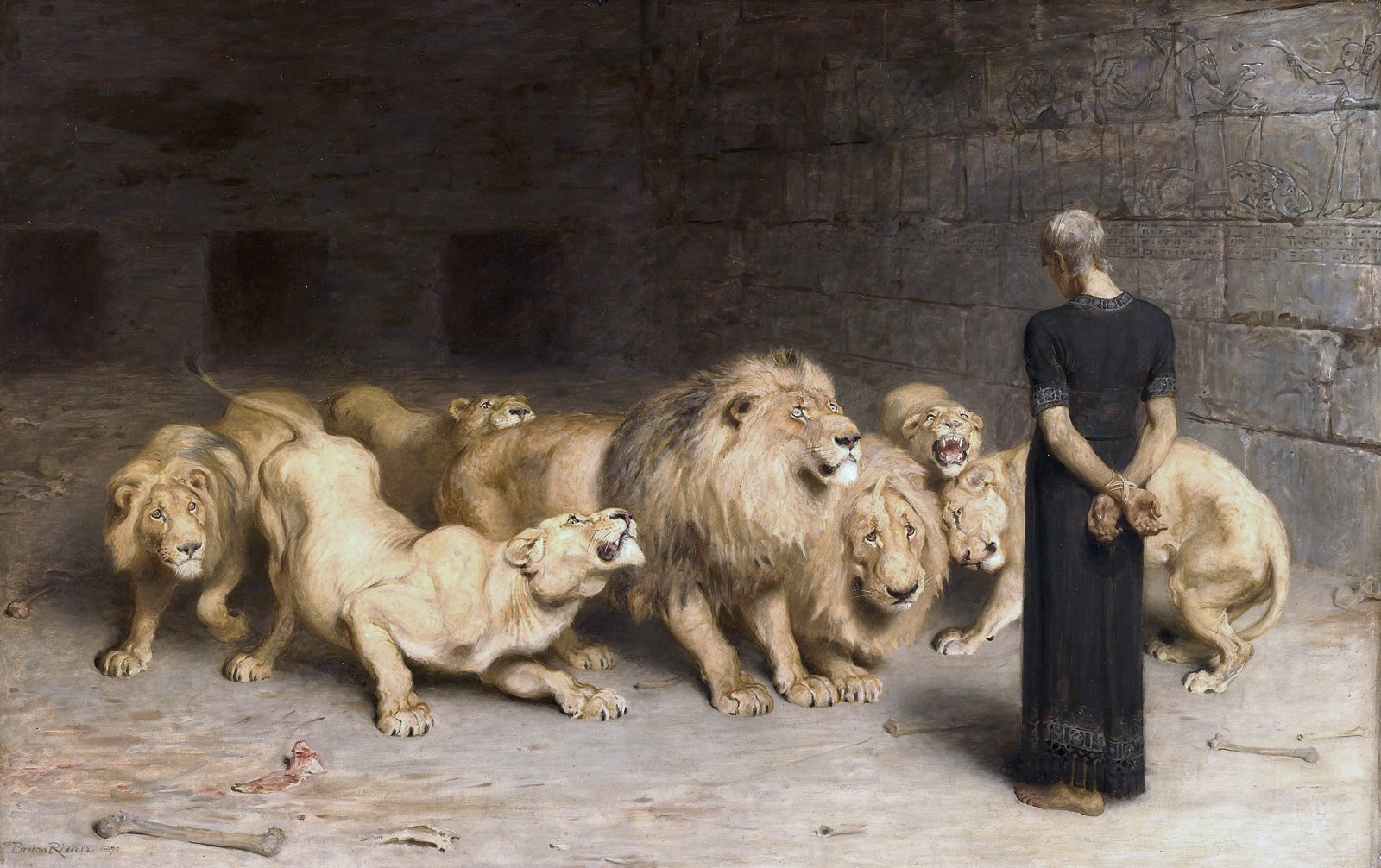
Daniel in the Lions' Den (1872)
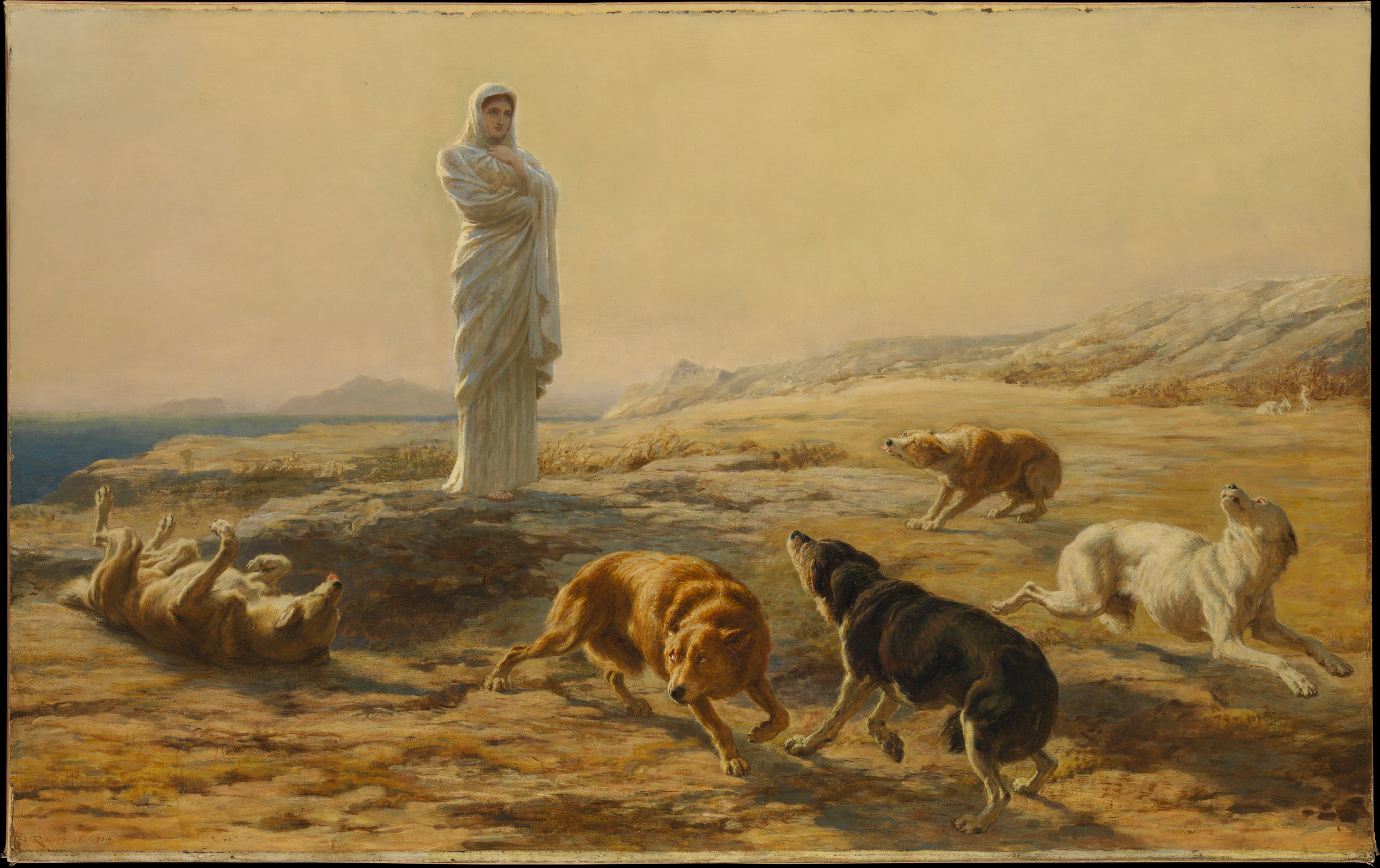
Pallas Athena and the herdsman’s dogs (1876)
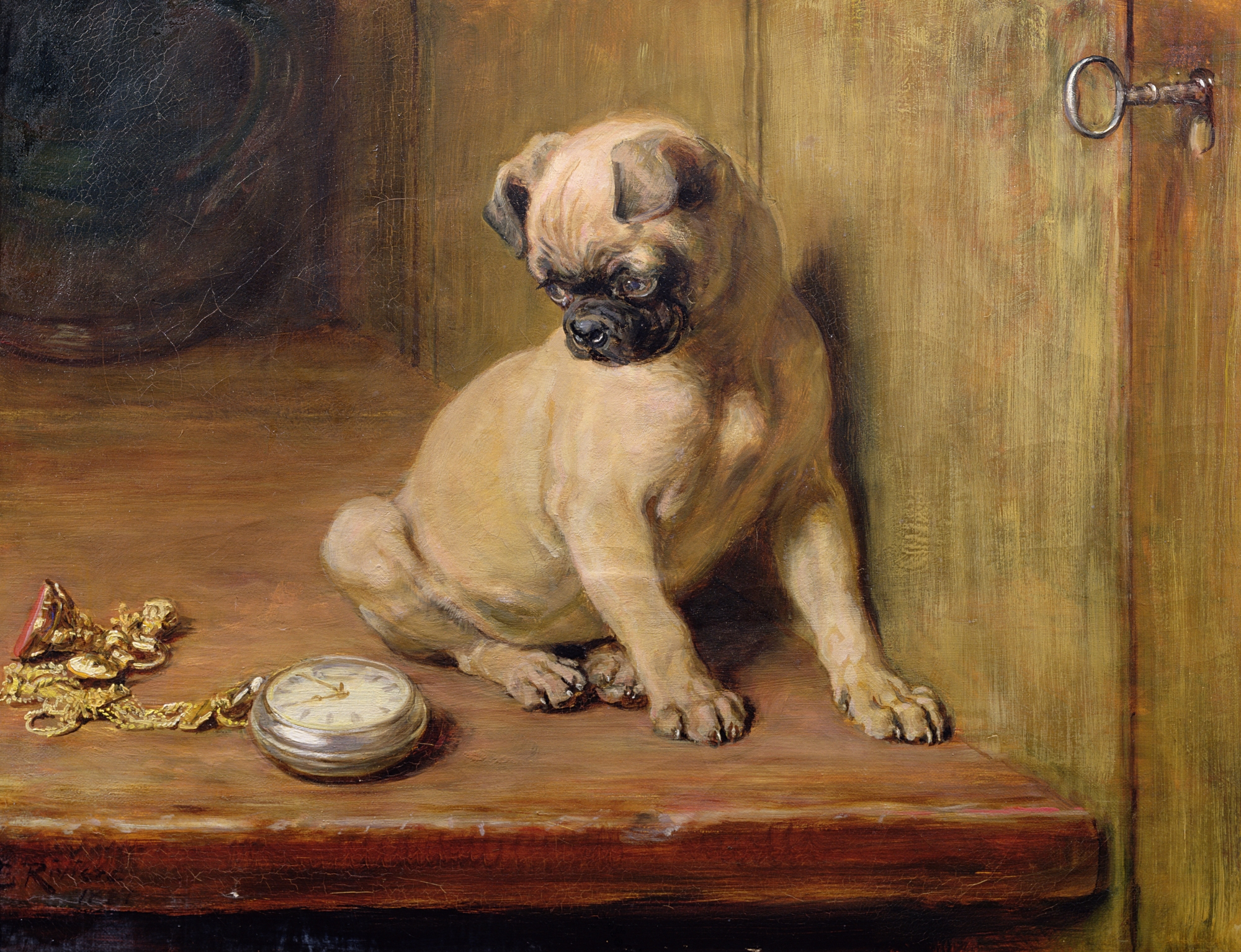
Tick-Tick (1881)
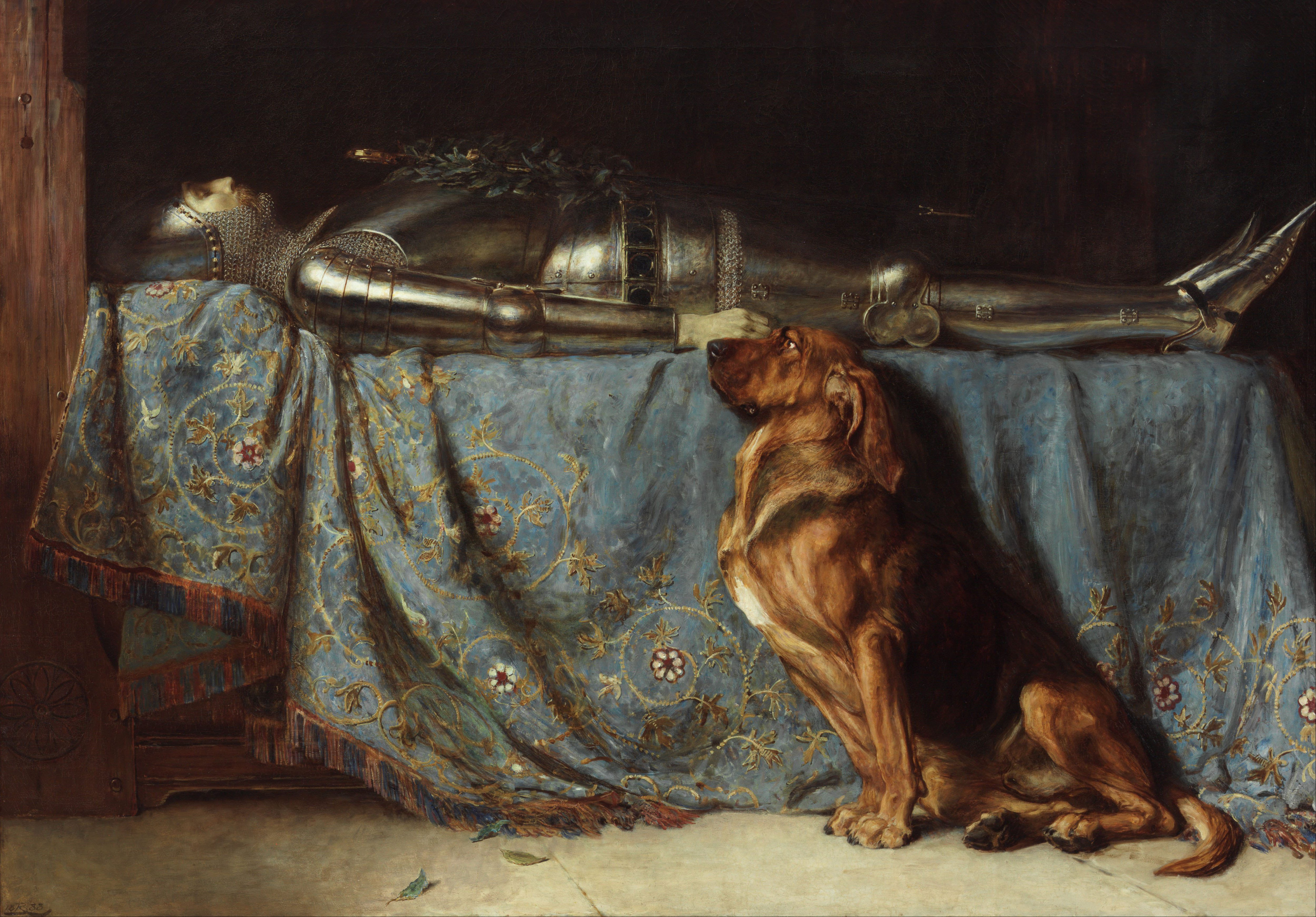
Requiescat (1888)
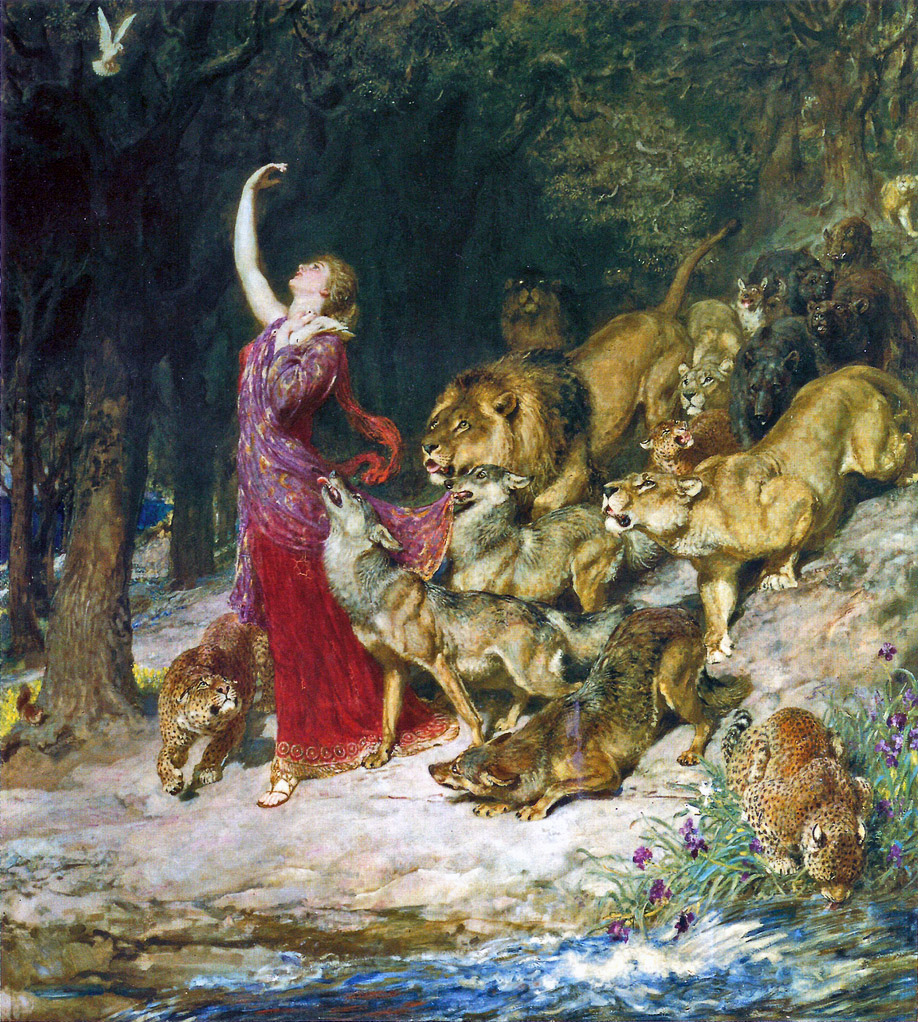
Aphrodite (1902)
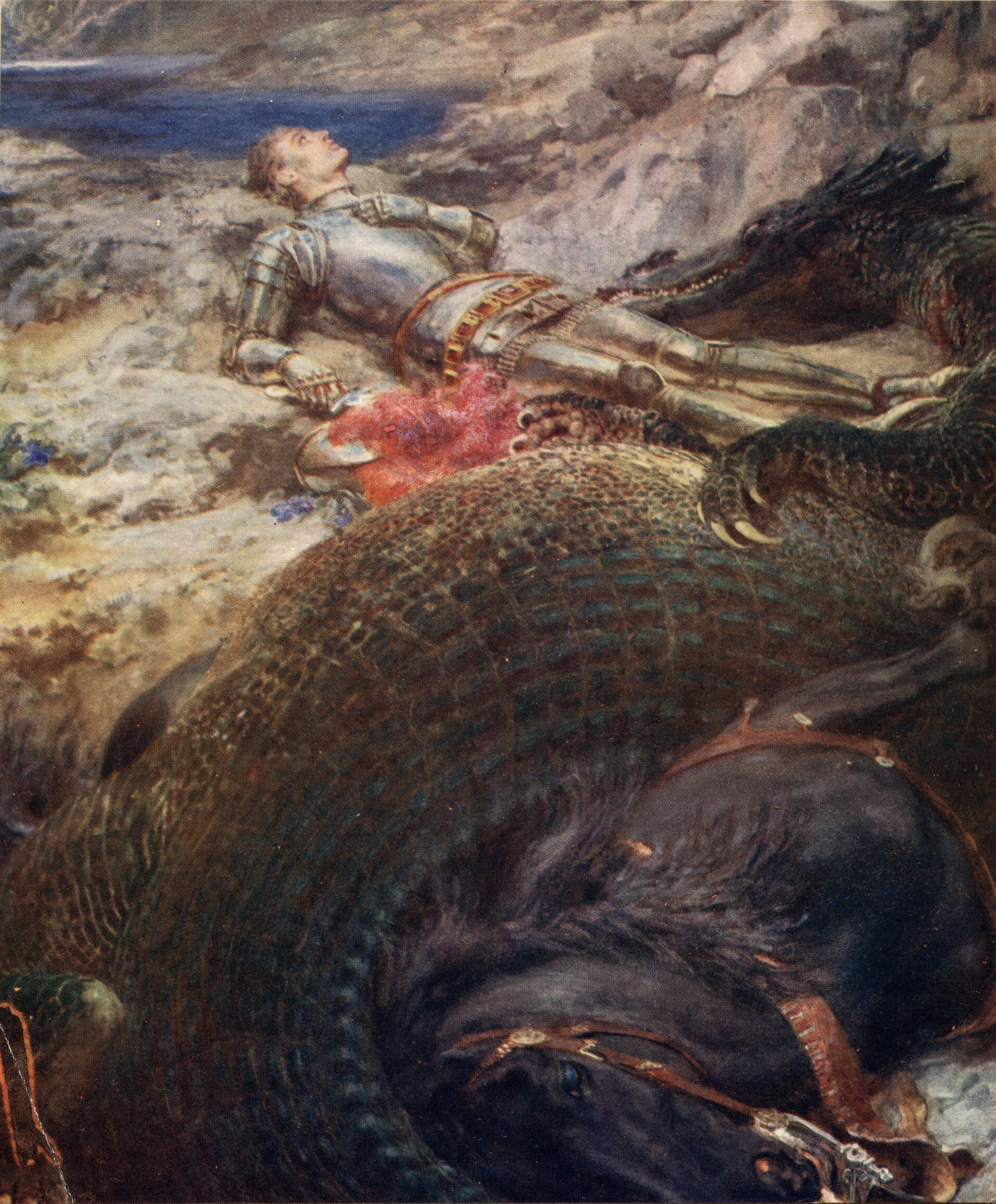
St. George and the Dragon (1914 o prima)